# 1079 (szám)
Az 1079 (római számmal: MLXXIX) az 1078 és 1080 között található természetes szám.

## A szám a matematikában
A tízes számrendszerbeli 1079-es a kettes számrendszerben 10000110111, a nyolcas számrendszerben 2067, a tizenhatos számrendszerben 437 alakban írható fel.
Az 1079 páratlan szám, összetett szám, félprím. Kanonikus alakja 131 · 831, normálalakban az 1,079 · 103 szorzattal írható fel. Négy osztója van a természetes számok halmazán, ezek növekvő sorrendben: 1, 13, 83 és 1079.
A Waring-probléma egyik alesetének megoldása szerint minden pozitív egész kifejezhető legfeljebb 1079 tizedik hatvány összegeként (a legkisebb szám, ahol ténylegesen szükség van mind az 1079 tagra, az 58 367).
Az 1079 huszonhét szám valódiosztó-összegeként áll elő, ezek közül a legkisebb is nagyobb 10 000-nél.

## Csillagászat
- 1079 Mimosa kisbolygó